# Las nad Braciejową
Las nad Braciejową este o arie protejată (sit de importanță comunitară — SCI) din Polonia întinsă pe o suprafață de 1.440,17 ha, integral pe uscat.

## Localizare
Centrul sitului Las nad Braciejową este situat la coordonatele 49°59′55″N 21°27′26″E / 49.9985°N 21.4571°E.

## Înființare
Situl Las nad Braciejową a fost declarat sit de importanță comunitară în octombrie 2009 pentru a proteja 7 specii de animale.

## Biodiversitate
Situată în ecoregiunea continentală, aria protejată conține 6 habitate naturale: Fânețe de joasă altitudine (Alopecurus pratensis, Sanguisorba officinalis), Păduri de fag Luzulo-Fagetum, Păduri de fag Asperulo-Fagetum, Păduri de stejar și carpen Galio-Carpinetum, Păduri pe pante, grohotișuri și ravene de Tilio-Acerion, Păduri aluvionare cu Alnus glutinosa și Fraxinus excelsior (Alno-Padion, Alnion incanae, Salicion albae).
La baza desemnării sitului se află mai multe specii protejate:
- amfibieni (2): izvoraș-cu-burta-galbenă (Bombina variegata), Triturus montandoni
- nevertebrate (5): Carabus variolosus, Cucujus cinnaberinus, Euplagia quadripunctaria, fluturele purpuriu (Lycaena dispar), Osmoderma eremita